# Eva Gardner
Eva Gardner, cuyo nombre completo es Eva Catherine Gardner es una bajista estadounidense nacida el 17 de febrero de 1979 en Los Ángeles, dedicada al rock progresivo, integrante de la banda The Mars Volta. Es hija del bajista Kim Gardner, de la banda The Creation, fallecido en 2001, a quien reconoce como su primera influencia.

## Estudios
Cursó en la Escuela Superior Artística del Condado de Los Ángeles, donde estudió con el trompetista Bobby Rodriguez. Luego obtuvo, con honores en la Universidad de Los Ángeles, su diploma de etnomusicología, que es una suerte de combinación de musicología y etnografía que estudia el mundo de la música y su interrelación con la cultura. El énfasis del estudio no estaba puesto en la música occidental sino en una variedad de música que abarcaba, entre otras, a la india, la africana, la polinesia, la tailandesa, la esquimal. Gardner considera que ese estudio fue muy enriquecedor pues aprendió acerca de otras culturas y de cómo ellas dejan de lado el factor económico y piensan en la música como un medio de expresar sus tradiciones, su cultura, su vida. Así es como tienen canciones para cuando nace tu bebé, para cuando es la época de la cosecha, para expresa tu relación con el medio ambiente. Por otra parte, esos estudios le ayudaron también a conocer otros sonidos; fue así que, atraída por el gamelán balinés, de Bali, Indonesia,comenzó a ejecutarlo con un conjunto en la UCLA y terminó haciéndolo en la propia Bali. Al volver de allí adquirió algunos instrumentos y comenzó a usar sus sonidos para su música. En definitiva le abrió la mente a sonidos y arreglos diferentes.

## Carrera profesional
Al comienzo tocó en Entropy, una banda integrada exclusivamente por mujeres del colegio secundario católico al que concurría y de esa época son sus primeras canciones. Cuando estaba ya en la Escuela Superior Artística formó parte de un grupo que interpretaba rock progresivo, jazz y un poco de todo.  También tocó con Tim Burgess, vocalista de The Charlatans, a quien conocía del pub inglés The Cat N' Fiddle que su familia poseía en Hollywood, en una gira por Gran Bretaña.
Tocó en diversas bandas y posteriormente fue la bajista del conjunto The Mars Volta al crearse esta agrupación. El primer registro con su trabajo fue con esa banda en el Tremulant, lanzado en 2002. No participó en la ejecución de De-Loused in the Comatorium, pero escribió algunas de las partes del bajo. En enero de 2005 participó con la Veruca Salt (banda) en una gira por Australia; también es bajista de la banda Lyra, un proyecto propio con base en Los Ángeles que se inició con tres amigos que tocaban juntos y que por ahora se encuentra en suspenso pero con idea de continuar.
El 23 de junio de 2007, y con un solo ensayo previo, Gardner participó por primera vez en el concierto en vivo que dio Pink en el Malahide Castle en Dublín, Irlanda. La gira "I'm Not Dead" por Europa y Sudáfrica duró hasta diciembre de ese año y en esa época Pink grabó su quinto álbum "Funhouse" que apareció en octubre de 2008. Desde febrero de 2009 Pink realizó la gira "Funhouse" hasta diciembre de ese año, con la participación de Gardner.

## Discografía

### ConThe Mars Volta
- Tremulant - EP (2002)
- The Mars Volta (2022) - LP

### Con Lyra
- Protocoll - EP (2006)
- Move - EP (2007)